# Wereldkampioenschap superbike van Assen 2000
Het wereldkampioenschap superbike van Assen 2000 was de elfde ronde van het wereldkampioenschap superbike en de negende ronde van het wereldkampioenschap Supersport 2000. De races werden verreden op 3 september 2000 op het TT-Circuit Assen nabij Assen, Nederland.

## Superbike

### Race 1
| Pos | Nr  | Rijder               | Constructeur | Rondes | Tijd                | Grid | Punten |
| --- | --- | -------------------- | ------------ | ------ | ------------------- | ---- | ------ |
| 1   | 2   | Colin Edwards        | Honda        | 16     | 37:19.466           | 1    | 25     |
| 2   | 19  | Juan Borja           | Ducati       | 16     | +9.890              | 6    | 20     |
| 3   | 41  | Noriyuki Haga        | Yamaha       | 16     | +19.715             | 4    | 16     |
| 4   | 3   | Troy Corser          | Aprilia      | 16     | +22.276             | 9    | 13     |
| 5   | 111 | Aaron Slight         | Honda        | 16     | +27.906             | 5    | 11     |
| 6   | 4   | Akira Yanagawa       | Kawasaki     | 16     | +32.063             | 7    | 10     |
| 7   | 82  | Doriano Romboni      | Ducati       | 16     | +1:27.209           | 18   | 9      |
| 8   | 35  | Giovanni Bussei      | Kawasaki     | 16     | +1:30.502           | 13   | 8      |
| 9   | 28  | Jürgen Oelschläger   | Yamaha       | 16     | +1:36.292           | 20   | 7      |
| 10  | 9   | Katsuaki Fujiwara    | Suzuki       | 16     | +1:42.566           | 10   | 6      |
| 11  | 11  | Lucio Pedercini      | Ducati       | 16     | +1:59.173           | 21   | 5      |
| 12  | 33  | Robert Ulm           | Ducati       | 16     | +1:59.956           | 11   | 4      |
| 13  | 76  | Igor Jerman          | Kawasaki     | 16     | +2:15.119           | 16   | 3      |
| 14  | 39  | Alessandro Gramigni  | Yamaha       | 16     | +2:19.520           | 15   | 2      |
| 15  | 10  | Vittoriano Guareschi | Yamaha       | 16     | +2:21.122           | 12   | 1      |
| 16  | 155 | Ben Bostrom          | Ducati       | 16     | +2:23.766           | 14   |        |
| 17  | 70  | Javier Rodríguez     | Honda        | 15     | +1 ronde            | 30   |        |
| 18  | 83  | Gérald Muteau        | Honda        | 15     | +1 ronde            | 28   |        |
| 19  | 78  | Bertrand Stey        | Honda        | 15     | +1 ronde            | 27   |        |
| 20  | 77  | Maarten Duyzers      | Suzuki       | 15     | +1 ronde            | 32   |        |
| 21  | 38  | Lance Isaacs         | Ducati       | 15     | +1 ronde            | 25   |        |
| 22  | 81  | André Coers          | Suzuki       | 15     | +1 ronde            | 33   |        |
| DNF | 46  | Mauro Sanchini       | Ducati       | 11     | Uitgevallen         | 24   |        |
| DNF | 79  | Robert van der Molen | Suzuki       | 10     | Ongeluk             | 31   |        |
| DNF | 30  | Alessandro Antonello | Aprilia      | 9      | Ongeluk             | 19   |        |
| DNF | 23  | Jiří Mrkývka         | Ducati       | 9      | Uitgevallen         | 29   |        |
| DNF | 20  | Marco Borciani       | Ducati       | 8      | Uitgevallen         | 22   |        |
| DNF | 13  | Andreas Meklau       | Ducati       | 6      | Uitgevallen         | 17   |        |
| DNF | 7   | Pierfrancesco Chili  | Suzuki       | 4      | Ongeluk             | 3    |        |
| DNF | 21  | Troy Bayliss         | Ducati       | 1      | Ongeluk             | 2    |        |
| DNF | 6   | Gregorio Lavilla     | Kawasaki     | 1      | Ongeluk             | 8    |        |
| DNF | 91  | Daniele Morigi       | Ducati       | 0      | Uitgevallen         | 26   |        |
| DNS | 18  | Markus Barth         | Yamaha       | 0      | Niet gestart        | 23   |        |
| DNQ | 32  | Massimo De Silvestro | Kawasaki     | 0      | Niet gekwalificeerd |      |        |

### Race 2
| Pos | Nr  | Rijder               | Constructeur | Rondes | Tijd                | Grid | Punten |
| --- | --- | -------------------- | ------------ | ------ | ------------------- | ---- | ------ |
| 1   | 41  | Noriyuki Haga        | Yamaha       | 16     | 33:44.824           | 4    | 25     |
| 2   | 4   | Akira Yanagawa       | Kawasaki     | 16     | +5.884              | 7    | 20     |
| 3   | 19  | Juan Borja           | Ducati       | 16     | +8.606              | 6    | 16     |
| 4   | 111 | Aaron Slight         | Honda        | 16     | +12.964             | 5    | 13     |
| 5   | 2   | Colin Edwards        | Honda        | 16     | +14.740             | 1    | 11     |
| 6   | 39  | Alessandro Gramigni  | Yamaha       | 16     | +22.807             | 15   | 10     |
| 7   | 3   | Troy Corser          | Aprilia      | 16     | +26.457             | 9    | 9      |
| 8   | 9   | Katsuaki Fujiwara    | Suzuki       | 16     | +26.492             | 10   | 8      |
| 9   | 13  | Andreas Meklau       | Ducati       | 16     | +33.630             | 17   | 7      |
| 10  | 33  | Robert Ulm           | Ducati       | 16     | +34.187             | 11   | 6      |
| 11  | 82  | Doriano Romboni      | Ducati       | 16     | +1:00.805           | 18   | 5      |
| 12  | 28  | Jürgen Oelschläger   | Yamaha       | 16     | +1:05.167           | 20   | 4      |
| 13  | 11  | Lucio Pedercini      | Ducati       | 16     | +1:06.785           | 21   | 3      |
| 14  | 38  | Lance Isaacs         | Ducati       | 16     | +2:16.492           | 25   | 2      |
| 15  | 83  | Gérald Muteau        | Honda        | 15     | +1 ronde            | 28   | 1      |
| 16  | 77  | Maarten Duyzers      | Suzuki       | 15     | +1 ronde            | 32   |        |
| 17  | 81  | André Coers          | Suzuki       | 15     | +1 ronde            | 33   |        |
| DNF | 21  | Troy Bayliss         | Ducati       | 12     | Ongeluk             | 2    |        |
| DNF | 10  | Vittoriano Guareschi | Yamaha       | 12     | Ongeluk             | 12   |        |
| DNF | 35  | Giovanni Bussei      | Kawasaki     | 11     | Ongeluk             | 13   |        |
| DNF | 76  | Igor Jerman          | Kawasaki     | 9      | Uitgevallen         | 16   |        |
| DNF | 6   | Gregorio Lavilla     | Kawasaki     | 9      | Uitgevallen         | 8    |        |
| DNF | 7   | Pierfrancesco Chili  | Suzuki       | 8      | Ongeluk             | 3    |        |
| DNF | 78  | Bertrand Stey        | Honda        | 7      | Ongeluk             | 27   |        |
| DNF | 20  | Marco Borciani       | Ducati       | 7      | Ongeluk             | 22   |        |
| DNF | 91  | Daniele Morigi       | Ducati       | 7      | Ongeluk             | 26   |        |
| DNF | 155 | Ben Bostrom          | Ducati       | 2      | Uitgevallen         | 14   |        |
| DNF | 30  | Alessandro Antonello | Aprilia      | 1      | Ongeluk             | 19   |        |
| DNF | 70  | Javier Rodríguez     | Honda        | 0      | Ongeluk             | 30   |        |
| DNF | 46  | Mauro Sanchini       | Ducati       | 0      | Uitgevallen         | 24   |        |
| DNS | 18  | Markus Barth         | Yamaha       | 0      | Niet gestart        | 23   |        |
| DNS | 23  | Jiří Mrkývka         | Ducati       | 0      | Niet gestart        | 29   |        |
| DNS | 79  | Robert van der Molen | Suzuki       | 0      | Niet gestart        | 31   |        |
| DNQ | 32  | Massimo De Silvestro | Kawasaki     | 0      | Niet gekwalificeerd |      |        |

## Supersport
Jörg Teuchert en Massimo Meregalli werden gediskwalificeerd omdat hun motorfietsen niet aan de technische reglementen voldeden.
| Pos | Nr | Rijder                | Constructeur | Rondes | Tijd              | Grid | Punten |
| --- | -- | --------------------- | ------------ | ------ | ----------------- | ---- | ------ |
| 1   | 5  | Rubén Xaus            | Ducati       | 16     | 37:18.785         | 9    | 25     |
| 2   | 1  | Stéphane Chambon      | Suzuki       | 16     | +7.041            | 1    | 20     |
| 3   | 29 | Christer Lindholm     | Yamaha       | 16     | +22.642           | 16   | 16     |
| 4   | 15 | Paolo Casoli          | Ducati       | 16     | +23.338           | 5    | 13     |
| 5   | 3  | Piergiorgio Bontempi  | Ducati       | 16     | +34.911           | 13   | 11     |
| 6   | 27 | Chris Vermeulen       | Honda        | 16     | +35.823           | 20   | 10     |
| 7   | 67 | Franco Brugnara       | Yamaha       | 16     | +1:15.243         | 33   | 9      |
| 8   | 63 | Harry van Beek        | Yamaha       | 16     | +1:15.913         | 29   | 8      |
| 9   | 9  | Wilco Zeelenberg      | Yamaha       | 16     | +1:17.578         | 25   | 7      |
| 10  | 12 | Andrew Pitt           | Kawasaki     | 16     | +1:17.783         | 15   | 6      |
| 11  | 34 | Yves Briguet          | Ducati       | 16     | +1:17.927         | 21   | 5      |
| 12  | 10 | William Costes        | Honda        | 16     | +1:50.530         | 23   | 4      |
| 13  | 31 | Karl Muggeridge       | Honda        | 16     | +1:54.658         | 2    | 3      |
| 14  | 61 | Fabio Capriotti       | Yamaha       | 16     | +2:14.704         | 34   | 2      |
| 15  | 83 | James Ellison         | Honda        | 16     | +2:24.226         | 31   | 1      |
| 16  | 16 | Sébastien Charpentier | Honda        | 15     | +1 ronde          | 24   |        |
| 17  | 8  | Cristiano Migliorati  | Suzuki       | 15     | +1 ronde          | 26   |        |
| 18  | 82 | Gareth Kenward        | Suzuki       | 15     | +1 ronde          | 35   |        |
| DNF | 69 | James Whitham         | Yamaha       | 11     | Ongeluk           | 12   |        |
| DNF | 18 | Vittorio Iannuzzo     | Yamaha       | 10     | Uitgevallen       | 32   |        |
| DNF | 37 | Paul Young            | Yamaha       | 9      | Uitgevallen       | 22   |        |
| DNF | 62 | Rudi Markink          | Yamaha       | 9      | Uitgevallen       | 30   |        |
| DNF | 19 | Walter Tortoroglio    | Ducati       | 8      | Uitgevallen       | 28   |        |
| DNF | 26 | Kyro Verstraeten      | Yamaha       | 6      | Uitgevallen       | 27   |        |
| DNF | 14 | Christophe Cogan      | Yamaha       | 4      | Ongeluk           | 6    |        |
| DNF | 22 | Werner Daemen         | Yamaha       | 4      | Ongeluk           | 17   |        |
| DNF | 44 | Antonio Carlacci      | Yamaha       | 3      | Ongeluk           | 19   |        |
| DNF | 99 | Fabien Foret          | Ducati       | 2      | Uitgevallen       | 7    |        |
| DNF | 17 | Pere Riba             | Honda        | 2      | Uitgevallen       | 11   |        |
| DNF | 2  | Iain MacPherson       | Kawasaki     | 1      | Ongeluk           | 10   |        |
| DNF | 28 | Michele Malatesta     | Suzuki       | 0      | Ongeluk           | 18   |        |
| DNF | 7  | Fabrizio Pirovano     | Suzuki       | 0      | Ongeluk           | 8    |        |
| DNF | 6  | Christian Kellner     | Yamaha       | 0      | Ongeluk           | 4    |        |
| DSQ | 4  | Jörg Teuchert         | Yamaha       | 16     | Gediskwalificeerd | 3    |        |
| DSQ | 21 | Massimo Meregalli     | Yamaha       | 16     | Gediskwalificeerd | 14   |        |

## Tussenstanden na wedstrijd

### Superbike
| Pos | Nr | Rijder              | Team     | Punten |
| --- | -- | ------------------- | -------- | ------ |
| 1   | 2  | Colin Edwards       | Honda    | 317    |
| 2   | 41 | Noriyuki Haga       | Yamaha   | 317    |
| 3   | 3  | Troy Corser         | Aprilia  | 276    |
| 4   | 7  | Pierfrancesco Chili | Suzuki   | 212    |
| 5   | 4  | Akira Yanagawa      | Kawasaki | 199    |

### Supersport
| Pos | Nr | Rijder            | Team   | Punten |
| --- | -- | ----------------- | ------ | ------ |
| 1   | 15 | Paolo Casoli      | Ducati | 122    |
| 2   | 4  | Jörg Teuchert     | Yamaha | 116    |
| 3   | 6  | Christian Kellner | Yamaha | 109    |
| 4   | 1  | Stéphane Chambon  | Suzuki | 108    |
| 5   | 69 | James Whitham     | Yamaha | 88     |

1992 · 1993 · 1994 · 1995 · 1996 · 1997 · 1998 · 1999 · 2000 · 2001 · 2002 · 2003 · 2004 · 2005 · 2006 · 2007 · 2008 · 2009 · 2010 · 2011 · 2012 · 2013 · 2014 · 2015 · 2016 · 2017 · 2018 · 2019 · 2021 · 2022 · 2023 · 2024 · 2025